# Bajíos del Pinto
Bajíos del Pinto är en ort i Mexiko.   Den ligger i kommunen Santiago Papasquiaro och delstaten Durango, i den centrala delen av landet, 900 km nordväst om huvudstaden Mexico City. Bajíos del Pinto ligger 2 351 meter över havet och antalet invånare är 185.
Terrängen runt Bajíos del Pinto är huvudsakligen kuperad, men den allra närmaste omgivningen är platt. Bajíos del Pinto ligger nere i en dal. Runt Bajíos del Pinto är det mycket glesbefolkat, med 6 invånare per kvadratkilometer. Närmaste större samhälle är Garame de Arriba, 19,1 km nordost om Bajíos del Pinto. I omgivningarna runt Bajíos del Pinto växer huvudsakligen savannskog.